# Sofia Amalia di Brunswick-Lüneburg
Sofia Amalia di Brunswick e Lüneburg (Herzberg am Harz, 24 marzo 1628 – Copenaghen, 20 febbraio 1685) fu la regina consorte di Danimarca e Norvegia.

## Biografia

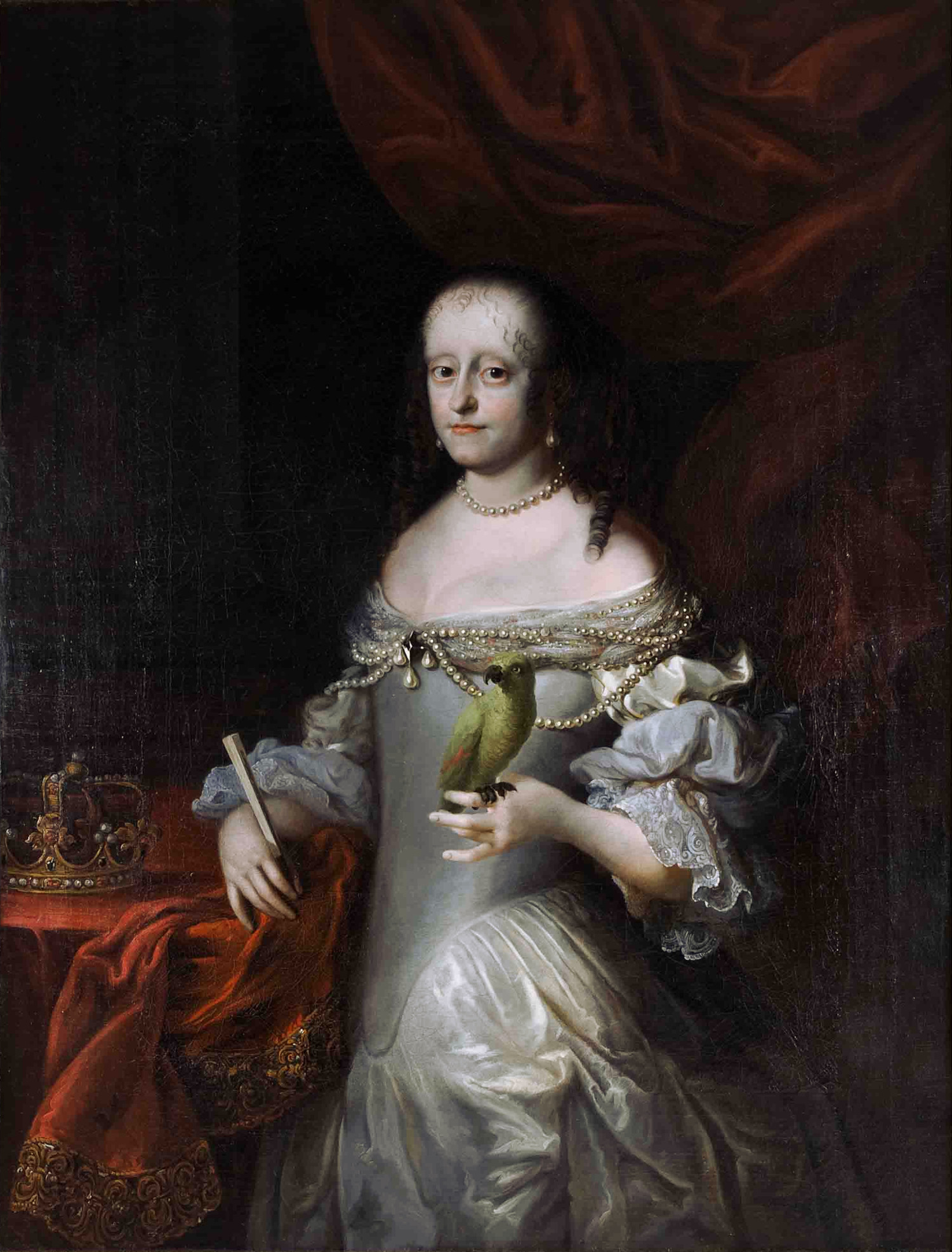
Ritratto della Regina attribuito a Jürgen Ovens

Sofia Amalia nacque nel Castello di Herzberg a Herzberg am Harz, figlia di Giorgio, Duca di Brunswick-Lüneburg, e di sua moglie, Anna Eleonora di Assia-Darmstadt.

## Matrimonio
Sofia Amalia sposò, il 1 ottobre 1643, il principe Federico presso il Castello di Glücksburg.  Il matrimonio fu combinato nel 1640, in quanto ritenuto adeguato all'attuale posizione dello sposo: egli era, a quell'epoca, arcivescovo di Brema e non erede al trono, e non era destinato a succedere al trono.
La coppia visse a Brema. Tra il 1646–1647 vissero in condizioni umili a Flensborg, dopo essere stati costretti a fuggire da Brema durante la guerra tra Danimarca e Svezia. Nel 1647 Federico fu eletto erede al trono danese e l'anno successivo lo seguì in Danimarca.
La coppia ebbe otto figli:
- Cristiano V di Danimarca (15 aprile 1646-26 agosto 1699);
- Federico (11 ottobre 1651-14 marzo 1652);
- Giorgio (2 aprile 1653-28 ottobre 1708), sposò la futura regina Anna di Gran Bretagna;
- Anna Sofia (1º settembre 1647-1º luglio 1717), sposò l'elettore Giovanni Giorgio III di Sassonia;
- Federica Amalia (11 aprile 1649-30 ottobre 1704), sposò Cristiano Alberto di Holstein-Gottorp;
- Guglielmina Ernestina (21 giugno 1650-22 aprile 1706), sposò Carlo II Elettore Palatino;
- Ulrica Eleonora (11 settembre 1656-26 luglio 1693), sposò Carlo XI di Svezia;
- Dorotea (16 novembre 1657-15 maggio 1658).

### Regina consorte
Nel 1648 Federico e Sofia Amalia divennero re e regina di Danimarca e Norvegia. Poiché suo marito era introverso, Sofia Amalia divenne il centro di una sontuosa vita di corte, con oggetti di lusso esclusivi e grandi feste, che glorificavano il potere reale. La regina fece un atto culturale pionieristico in relazione alle feste di corte sostituendo i vecchi spettacoli di corte medievali con l'opera e il balletto, che fu così introdotto in Danimarca da lei durante le feste di corte. Le piaceva la moda, le feste e il teatro, organizzava feste in maschera e trasmise la moda francese in Danimarca. Ha rimodellato la corte secondo uno schema francese e tedesco. Assunse un maestro di cappella tedesco, Kaspar Förster, un'orchestra di violini francesi, un maestro di balletto francese, D. de Pilloy, e una cantante e ballerina di corte francese, Anne Chabanceau de La Barre, e una compagnia teatrale francese è stata ingaggiata per mettere in scena opere del teatro francese. 
Sofia Amalia non imparò la lingua danese, ma parlava tedesco e francese, prendeva lezioni di canto e ballo da insegnanti francesi e italiani, era vestita da cameriere francesi alla moda francese, conversava con i suoi figli in francese e aveva un cappellano francese, e come prima regina di Danimarca prese un motto francese: "En Dieu mon espérance". Si interessò alla letteratura e creò una biblioteca di scrittori francesi, tedeschi e italiani. È stata notata per avere grandi controversie con il fratello cattolico John Frederick, in cui suo marito è stato chiamato a partecipare al dibattito.
Sofia Amalia è stata descritta come una bellezza affascinante con arguzia divertente e gusto artistico. Sofia di Hannover ne rimase colpita e disse di lei che "la sua bontà e le sue grandi realizzazioni hanno conquistato tutti i cuori", mentre l'inviato francese ha notato che il notevole fascino della regina era infatti riservato a coloro "che le erano vicino o erano utili ai suoi interessi". L'inviato spagnolo Bernardino de Rebolledo le dedicò dei sonetti in cui la descriveva come un serafino.
Sofia Amalia è stata descritta come giocosa e si divertiva a travestirsi. Quando la regina Cristina di Svezia stava viaggiando attraverso la Danimarca verso la Germania in incognito dopo la sua abdicazione, la regina Sofia Amalia, che in quel momento si trovava a Kolding, si travestì da domestica e si recò alla locanda di Haderslev per osservare Cristina mentre cenava con il suo seguito, e poi se ne andò senza essersi presentata; in un'altra occasione, fece una visita anonima simile ad Amburgo e tornò travestita da domestica, nonostante il fatto che la Danimarca fosse in quel momento in guerra con Amburgo. Era un'amante della caccia, in particolare al suo Jagdschloss of Hørsholm, avrebbe cacciato con qualsiasi tempo.
A Sofia Amalia è attribuito un grande impatto culturale in Danimarca, rompendo con la vecchia atmosfera religiosa luterana e introducendo un nuovo stile vita di corte influenzata da una più generale cultura secolare europea dell'arte e del piacere, che come modello è arrivata anche a influenzare la cultura nel resto della società danese.

## Influenza politica
La regina Sofia Amalia è stata descritta come ambiziosa ed era ben nota nel partecipare agli affari di stato, con la benedizione di suo marito, e per influenzarne la politica come sua consigliera. La sua grande influenza su suo marito era ampiamente nota già prima che diventasse re: prima che Federico salisse al trono. I tre principali obiettivi politici di Sofia Amalia e Federico III erano sconfiggere il potere della nobiltà, simboleggiato dallo Svogerpartiet (Partito del genero); sconfiggere gli svedesi, e di espandere il potere regio all'assolutismo, al quale la regina raccoglieva seguaci attraverso le sue feste di corte e creando una rete di contatti distribuendo favori. 
Fu dall'inizio del regno di suo marito notoriamente coinvolta nella lotta per il potere tra la corona e l'alta nobiltà, simboleggiata dal cosiddetto Svogerpartiet ("Partito del genero"), composto da sei nobili sposati con le figlie di suo suocero dal suo secondo matrimonio morganatico con Kirsten Munk. Dopo l'ascesa al trono di suo marito è diventata la prima regina in oltre 30 anni e non ha mai potuto sopportare le sorellastre del coniuge, che aveva ricoperto la carica di first lady durante il regno del padre. Questo conflitto iniziò durante la cena celebrativa dell'ascesa al trono del re nel Castello di Copenaghen il 6 luglio 1648 con un incidente Sofia Amalia e Leonora Cristina: essendo la regina insolitamente tranquilla, Leonora Cristina la criticò per il suo silenzio, dopodiché la regina partecipò a una conversazione, ma in particolare tacque ogni volta che Leonora Cristina si unì a lei. Nel 1651, lo Svogerpartiet fu schiacciato, i suoi membri si dispersero, i coniugi Ulfeldt partirono per la Svezia e le loro proprietà furono confiscate.
Si pensa che Sofia Amalia abbia iniziato la guerra contro la Svezia nel 1657. Dopo la pace con la Svezia nel 1658, ha presieduto la celebrazione della pace di Roskilde quando il re svedese Carlo X Gustavo è stato ricevuto al Castello di Frederiksborg. L'atto per cui la regina è più famosa fu il suo comportamento durante l'assedio di Copenaghen nel 1659, durante il quale "Sofia Amalia ebbe l'opportunità di mostrare tutta la forza e la risolutezza della sua natura". Si crede che abbia esercitato una grande influenza sul re, normalmente spesso passiva e incerta, nella loro reciproca fermezza di non arrendersi mai, e il loro atto, secondo quanto riferito, rafforzò considerevolmente il morale dei civili e fece guadagnare loro un'ampia popolarità. Durante la guerra con la Svezia nel 1658, inviò il suo agente Lorents Tuxen a commettere un sabotaggio dietro le linee svedesi.
Prese probabilmente parte alla decisione di introdurre la monarchia assoluta con lo stato di emergenza del 1660 in Danimarca. Ciò accadde mentre la popolarità della coppia reale era al massimo. Durante l'Assemblea degli Stati e lo stato di emergenza del 1660 in Danimarca, che alla fine portò all'introduzione della monarchia assoluta, la regina fu probabilmente uno dei partecipanti più importanti come consigliera del re, ma è difficile determinare le sue azioni concrete. Secondo quanto riferito, fu lei, che il 10 ottobre 1660 convinse Federico III a portare a termine i piani per introdurre l'assolutismo con la forza in un momento difficile in cui i possedimenti si erano rifiutati di accettare di introdurlo. La regina non fu però coinvolta nella creazione della Kongeloven (Lex Regia), la “costituzione” della monarchia assoluta danese.
Dopo l'introduzione del Kongeloven nel 1665, la posizione della regina fu minata da Christoffer Gabel, che la sostituì come capo consigliere del re. In particolare, non è stata inclusa come reggente nel caso in cui suo figlio fosse succeduto al trono mentre era ancora minorenne. 
Dopo l'introduzione dell'assolutismo, la regina attirò sempre più l'attenzione per la sua protezione dei favoriti e per la sua persecuzione di coloro che non le piacevano. Uno dei suoi protetti era Jakob Petersen, ufficialmente solo un servitore da camera del re, che ricevette molto favore dalla regina e descritto come il suo "strumento più confidente" fino a quando fu improvvisamente esiliato dal re nel 1664 per l'accusa non specifica di essere coinvolto in "molti intrighi"; dopo la morte del re, Sofia Amalia fece cadere tutte le accuse contro di lui. Nel 1663, fece imprigionare Leonora Cristina Ulfeldt nel Blåtårn e si rifiutò di rilasciarla finché lei stessa era ancora viva.
Sebbene il suo gusto artistico fosse francese, le sue opinioni politiche erano di orientamento tedesco e la sua influenza era temuta, soprattutto tra la nobiltà. 

### Regina vedova
Nel 1670 Federico III morì e gli successe il primogenito Cristiano V. Suo figlio fece il possibile per frenare la sua influenza negli affari di stato, cosa evidentemente non facile. 
Nonostante l'antipatia di suo figlio per la sua interferenza, è rimasta un fattore preso in considerazione nella politica danese e Griffenfeld è stato attento a mantenere le sue grazie. Si noti che Griffenfeld l'ha assistita nella sua ambizione di far eleggere re di Polonia suo figlio minore Giorgio. Griffenfeld e Sofia Amelia lavorarono anche per assicurarsi la pace con la Svezia durante la guerra di Scania. La caduta di Griffenfeld fu, quindi, una grande disgrazia per Sofia Amelia e la sua posizione politica, e attirò grande attenzione quando la regina vedova lasciò la capitale in modo dimostrativo dopo l'arresto improvviso di Griffenfeld. Il suo successivo perdono è accreditato della sua influenza. La pace del 1680 fu per lei una grande gioia, poiché portò al desiderato matrimonio tra sua figlia e il re svedese. 
La sua relazione con sua nuora Carlotta Amalia non era buona. Secondo quanto riferito, Sofia Amalia era molto riluttante a cedere la sua posizione di regina e la sua precedenza come first lady della corte a sua nuora, e solo con grande difficoltà fu costretta a lasciarle l'appartamento riservato alla. Sua nuora non era tuttavia disposta a rinunciare al suo grado e il conflitto di precedenza tra la regina e la regina vedova si prolungò per anni: secondo quanto riferito, la regina madre chiese che gli ambasciatori stranieri si presentassero prima a lei che a sua nuora, altrimenti li avrebbe esclusi dalla sua corte, situazione che creava una tale difficoltà che il re talvolta risolveva la questione partendo per un altro palazzo con la moglie in modo che la regina e la regina vedova non fossero nella stessa stanza e quindi il conflitto di rango veniva evitato.
Sofia Amalia è nota per aver assicurato la continua reclusione di Leonora Cristina anche quando rimase vedova. Dopo l'ascesa al trono di Cristiano V, sua moglie Carlotta Amalia gli chiese con successo una promessa di liberare Leonora Cristina se il bambino che stava aspettando fosse un maschio, e quando diede alla luce un figlio nel 1671, mantenne la promessa. Quando Sofia Amalia fu informata, tuttavia, riuscì a far rimangiare al re la sua promessa rifiutandosi di partecipare al battesimo del principe ereditario. Quando la figlia di Leonora Christine, Ellen Kristine, le chiese il rilascio di sua madre, Sofia Amalia chiese con successo a suo figlio di bandire Ellen Kristine dalla nazione.
Come regina vedova, continuò lo stile di vita che aveva ostentato quando era regina. Visse a Sophie Amalienborg a Copenaghen durante l'inverno e a Nykøbing Slot o Hørsholm durante le estati. 

## Morte
Morì il 20 febbraio 1685, a Copenaghen. Fu sepolta nella cattedrale di Roskilde. Dopo la sua morte, Leonora Cristina Ulfeldt venne rilasciata, dopo ventidue anni di reclusione.

## Titoli e stile
- 24 marzo 1628 - 1º ottobre 1643 Sua Altezza Serenissima Duchessa Sofia Amelia di Brunswick e Lüneburg
- 1º ottobre 1643 - 28 febbraio 1648 Sua Altezza Reale la Principessa Eletta di Danimarca e Norvegia
- 28 febbraio 1648 - 9 febbraio 1670 Sua Maestà la Regina di Danimarca e Norvegia
- 9 febbraio 1670 - 20 febbraio 1685 Sua Maestà la Regina Madre di Danimarca e Norvegia

## Fonti
- Article in the Dansk biografisk Lexikon

## Ascendenza
|                                            |                             |                                 | Genitori                          |  |  | Nonni |  |  | Bisnonni                        |  |  | Trisnonni                    |  |
|                                            |                             |                                 |                                   |  |  |       |  |  | Ernesto I di Brunswick-Lüneburg |  |  | Enrico di Brunswick-Lüneburg |  |
|                                            |                             |                                 |                                   |  |  |       |  |  | Ernesto I di Brunswick-Lüneburg |  |  | Enrico di Brunswick-Lüneburg |  |
|                                            |                             | Anna di Nassau                  |                                   |  |  |       |  |  | Ernesto I di Brunswick-Lüneburg |  |  |                              |  |
| Guglielmo il Giovane di Brunswick-Lüneburg |                             |                                 |                                   |  |  |       |  |  | Ernesto I di Brunswick-Lüneburg |  |  |                              |  |
|                                            |                             | Sofia di Meclemburgo-Schwerin   | Enrico V di Meclemburgo-Schwerin  |  |  |       |  |  |                                 |  |  |                              |  |
|                                            |                             | Sofia di Meclemburgo-Schwerin   | Enrico V di Meclemburgo-Schwerin  |  |  |       |  |  |                                 |  |  |                              |  |
|                                            |                             | Sofia di Meclemburgo-Schwerin   | Ursula del Brandeburgo            |  |  |       |  |  |                                 |  |  |                              |  |
| Giorgio di Brunswick-Lüneburg              |                             | Sofia di Meclemburgo-Schwerin   |                                   |  |  |       |  |  |                                 |  |  |                              |  |
|                                            |                             | Cristiano III di Danimarca      | Federico I di Danimarca           |  |  |       |  |  |                                 |  |  |                              |  |
|                                            |                             | Cristiano III di Danimarca      | Federico I di Danimarca           |  |  |       |  |  |                                 |  |  |                              |  |
|                                            |                             | Cristiano III di Danimarca      | Anna del Brandeburgo              |  |  |       |  |  |                                 |  |  |                              |  |
| Dorothea di Danimarca                      |                             | Cristiano III di Danimarca      |                                   |  |  |       |  |  |                                 |  |  |                              |  |
|                                            |                             | Dorotea di Sassonia-Lauenburg   | Magnus I di Sassonia-Lauenburg    |  |  |       |  |  |                                 |  |  |                              |  |
|                                            |                             | Dorotea di Sassonia-Lauenburg   | Magnus I di Sassonia-Lauenburg    |  |  |       |  |  |                                 |  |  |                              |  |
|                                            |                             | Dorotea di Sassonia-Lauenburg   | Caterina di Braunschweig-Lüneburg |  |  |       |  |  |                                 |  |  |                              |  |
| Sofia Amalia di Brunswick e Lüneburg       |                             | Dorotea di Sassonia-Lauenburg   |                                   |  |  |       |  |  |                                 |  |  |                              |  |
|                                            | Giorgio I d'Assia-Darmstadt | Filippo I d'Assia               |                                   |  |  |       |  |  |                                 |  |  |                              |  |
|                                            | Giorgio I d'Assia-Darmstadt | Filippo I d'Assia               |                                   |  |  |       |  |  |                                 |  |  |                              |  |
|                                            | Giorgio I d'Assia-Darmstadt | Caterina di Sassonia            |                                   |  |  |       |  |  |                                 |  |  |                              |  |
| Luigi V d'Assia-Darmstadt                  | Giorgio I d'Assia-Darmstadt |                                 |                                   |  |  |       |  |  |                                 |  |  |                              |  |
|                                            |                             | Maddalena di Lippe              | Bernardo VIII di Lippe            |  |  |       |  |  |                                 |  |  |                              |  |
|                                            |                             | Maddalena di Lippe              | Bernardo VIII di Lippe            |  |  |       |  |  |                                 |  |  |                              |  |
|                                            |                             | Maddalena di Lippe              | Caterina di Waldeck-Eisenberg     |  |  |       |  |  |                                 |  |  |                              |  |
| Anna Eleonora di Assia-Darmstadt           |                             | Maddalena di Lippe              |                                   |  |  |       |  |  |                                 |  |  |                              |  |
|                                            |                             | Giovanni Giorgio di Brandeburgo | Gioacchino II di Brandeburgo      |  |  |       |  |  |                                 |  |  |                              |  |
|                                            |                             | Giovanni Giorgio di Brandeburgo | Gioacchino II di Brandeburgo      |  |  |       |  |  |                                 |  |  |                              |  |
|                                            |                             | Giovanni Giorgio di Brandeburgo | Maddalena di Sassonia             |  |  |       |  |  |                                 |  |  |                              |  |
| Maddalena di Brandeburgo                   |                             | Giovanni Giorgio di Brandeburgo |                                   |  |  |       |  |  |                                 |  |  |                              |  |
|                                            |                             | Elisabetta di Anhalt-Zerbst     | Gioacchino Ernesto di Anhalt      |  |  |       |  |  |                                 |  |  |                              |  |
|                                            |                             | Elisabetta di Anhalt-Zerbst     | Gioacchino Ernesto di Anhalt      |  |  |       |  |  |                                 |  |  |                              |  |
|                                            |                             | Elisabetta di Anhalt-Zerbst     | Agnese di Barby                   |  |  |       |  |  |                                 |  |  |                              |  |
|                                            |                             | Elisabetta di Anhalt-Zerbst     |                                   |  |  |       |  |  |                                 |  |  |                              |  |